# Кировский государственный цирк
Кировский государственный цирк — культурный развлекательный центр в Кирове.
Современное здание стационарного цирка располагается в центре города, на территории парка им. Кирова, в крупнейшем по численности населения Ленинском районе.

## История
Торжественное открытие цирка состоялось 23 декабря 1977 года. За основу был взят типовой проект, разработанный в Москве Центральным институтом зрелищных сооружений (арх. Л. Сегал). По этому проекту здания цирков были построены во многих краевых и областных центрах бывшего СССР — в Рязани, Иваново, Омске, Тюмени, Кемерово, Кирове, Новокузнецке, Красноярске, Нижнем Тагиле, Магнитогорске, Калинине, Фрунзе и др.
Проектная вместимость цирка 2000 мест, фактически количество мест при строительстве было сокращено до 1606. В строительстве цирка принимали участие местные проектные и строительные организации, а также крупнейшие предприятия и организации города. Привязку к местности сделал Кировгипрогорсельстрой, автор проекта Е. А. Дик. Строительство велось на протяжении десяти лет.
К моменту окончания строительства цирк был оснащён современной техникой и мог принять любую программу: цирк на льду, цирк на воде. При цирке имеется конюшня, вольеры для животных, рядом со зданием цирка расположена гостиница для артистов.
В довоенный период в Кирове (до 1934 года Вятка) цирк занимал площадку на площади Революции, теперь это современная территория парка им. Гагарина, носящий это название с 1961 года. А перед самой войной (1940) было построено новое здание деревянного летнего Госцирка на площади им. Ст. Халтурина. Через тридцать летних сезонов цирк обветшал, и пришел в негодность, было принято решение его разобрать (1969).